# Étienne Molard
Étienne Molard (* 29. März 1761 in Lyon; † 6. März 1825 ebenda) war ein französischer Romanist, Sprachpurist und Lexikograf.

## Leben und Werk
Molard war Schullehrer. Er publizierte (in der Nachfolge des von Jean Desgrouais für Toulouse Geleisteten) ein erfolgreiches Wörterbuch des puristisch zu kritisierenden Sprachgebrauchs von Lyon (in vier unter verschiedenen Titeln erschienenen und ständig erweiterten Auflagen).

Molard war 1807 Gründungsmitglied der Société historique, archéologique et littéraire de Lyon.

## Werke
- Lyonnoisismes, ou Recueil d’expressions et de Phrases vicieuses usitées à Lyon, Lyon 1792 (59+12 Seiten)
- Dictionnaire du mauvais langage, ou Recueil des expressions et des Phrases vicieuses, usitées en France, et notamment à Lyon, Lyon 1797 (126 Seiten)
- Dictionnaire grammatical du mauvais langage, ou Recueil des expressions et des Phrases vicieuses, usitées en France, et notamment à Lyon, Lyon 1803 (214 Seiten)
- Le mauvais langage corrigé, ou Recueil, par ordre alphabétique,  d’expressions et de phrases vicieuses usitées en France, et notamment à Lyon, Lyon 1810 (288 Seiten)